# Грамматика, разбирающая выражение
Грамматика, разбирающая выражение (РВ-грамматика) — тип аналитической формальной грамматики, описывающей формальный язык в терминах набора правил для распознавания строк языка. Грамматика, разбирающая выражение, в сущности, представляет собой синтаксический анализатор рекурсивного спуска в чисто схематической форме, которая выражает только синтаксис и не зависит от конкретной реализации или применения синтаксического анализатора. Грамматики, разбирающие выражение, похожи на регулярные выражения и на контекстно-свободные грамматики (КС-грамматики) в нотации Бэкуса-Наура, но имеют отличную от них интерпретацию.
В отличие от КС-грамматик, РВ-грамматики не могут быть неоднозначными: если строка разбирается, то существует ровно одно дерево разбора. Это делает РВ-грамматики пригодными для компьютерных языков, но не для естественных.

## Определение
Формально, грамматика, разбирающая выражение, состоит из:
- конечного множества N нетерминальных символов;
- конечного множества Σ терминальных символов, не пересекающегося с N;
- конечного множества P правил вывода;
- выражения eS, называемое начальным выражением.

Каждое правило вывода из P имеет вид A ← e, где A — нетерминальный символ, а e — выражение разбора. Выражение разбора — это иерархическое выражение, похожее на регулярное выражение, которое строится следующим образом:
1. Атомарное выражение разбора состоит из:
  - любого терминального символа,
  - любого нетерминального символа, или
  - пустой строки ε.
2. Для данных выражений разбора e, e1 и e2, следующие операторы порождают новые выражения разбора:
  - Последовательность: e1 e2
  - Упорядоченный выбор: e1 / e2
  - Нуль или более: e*
  - Один или более: e+
  - Необязательно: e?
  - И-предикат: &e
  - НЕ-предикат: !e

Фундаментальное отличие РВ-грамматики от КС-грамматики заключается в том, что оператор выбора РВ-грамматики является упорядоченным. Если первая альтернатива срабатывает, то все последующие — игнорируются. Таким образом, упорядоченный выбор некоммутативен, в отличие от книжных определений контекстно-свободных грамматик и регулярных выражений. Упорядоченный выбор аналогичен мягкому оператору отсечения в некоторых логических языках программирования.
Вследствие этого, при преобразовании КС-грамматики напрямую в РВ-грамматику всякая неоднозначность устраняется детерминированным образом в пользу одного из возможных деревьев разбора. Аккуратно выбирая порядок указания грамматических альтернатив, программист может получить значительный контроль над выбором нужного дерева разбора.
Как и булевы контекстно-свободные грамматики, РВ-грамматики имеют предикаты И- и НЕ-. Они помогают и далее устранять неоднозначность, если переупорядочивание альтернатив не может задать желаемое дерево разбора.

### Интерпретация выражений разбора
Каждый нетерминал в РВ-грамматике, по существу, представляет собой разбирающую функцию в анализаторе рекурсивным спуском, а соответствующее выражение разбора представляет собой «код» этой функции. Каждая разбирающая функция принимает на вход строку и выдаёт один из следующих результатов:
- успех, в случае которого функция может опционально передвинуть вперёд или «поглотить» один или несколько символов входной строки
- провал, в случае которого вход не поглощается.

Нетерминал может завершиться успешно без поглощения ввода, и это состояние отлично от провала.
Атомарное выражение разбора, состоящее из единственного терминала, завершается успешно, если первый символ входной строки с ним совпадает, и поглощает его. Иначе результат неуспешен. Атомарное выражение из пустой строки всегда завершается успешно без поглощения. Атомарное выражение, состоящее из нетерминала A, представляет собой рекурсивный вызов функции-нетерминала A.
Оператор последовательности e1 e2 сначала вызывает e1 и, если e1 выполняется успешно, далее вызывает e2 от части строки, оставшейся непоглощённой e1 и возвращает результат. Если e1 или e2 проваливается, то проваливается и оператор последовательности e1 e2.
Оператор выбора e1 / e2 сначала вызывает e1 и, если e1 успешно, возвращает её результат. Иначе, если e1 проваливается, оператор выбора восстанавливает входную строку в состояние, предшествующее вызову e1, и вызывает e2, возвращая её результат.
Операторы нуль-или-более, один-или-более и необязательности поглощают соответственно нуль или более, одно или более, или нуль либо одно последовательное появление своего подвыражения e. В отличие от КС-грамматик и регулярных выражений, эти операторы всегда являются жадными, и поглощают столько входных экземпляров, сколько могут. (Регулярные выражения сначала действуют жадно, но затем в случае провала возвращаются в исходное состояние и пытаются найти более короткую последовательность). Например, выражение a* всегда поглотит все доступные символы a, а выражение (a* a) всегда провалится, поскольку после выполнения первой части a* не останется символов a для второй.
Наконец, И-предикат и НЕ-предикат реализуют синтаксические предикаты. Выражение &e вызывает подвыражение e, и возвращает успех, если e успешно, и провал в противном случае, но никогда не поглощает ввода. Аналогично, выражение !e срабатывает успешно, если e проваливается и проваливается, если e успешно, так же не поглощая ввода. Поскольку выражение e может представлять собой сколь угодно сложную конструкцию, вычисляемую «наперёд» без поглощения входной строки, эти предикаты предоставляют мощные синтаксические средства предварительного анализа и устранения неоднозначности.

### Примеры
Следующая РВ-грамматика распознаёт математические формулы с четырьмя действиями над неотрицательными целыми.
```
Value   ← [0-9]+ / '(' Expr ')'
Product ← Value (('*' / '/') Value)*
Sum     ← Product (('+' / '-') Product)*
Expr    ← Sum

```

В примере выше терминальными символами являются символы текста, представленные символами в одинарных кавычках, например '(' и ')'. Диапазон [0-9] представляет собой сокращённую запись десяти символов, обозначающих цифры от 0 до 9. (Это тот же синтаксис, что и для регулярных выражений). Нетерминальными символами являются символы, для которых есть правила вывода: Value, Product, Sum, and Expr.
В примерах ниже нет кавычек для улучшения читаемости. Строчные буквы являются терминальными символами, а прописные курсивные — нетерминалы. Настоящие анализаторы РВ-грамматик требуют кавычек.
Выражение разбора (a/b)* соответствует и поглощает последовательности произвольной длины из a и b. Правило S ← a S? b описывает простой контекстно-свободный язык {\displaystyle \{a^{n}b^{n}:n\geq 1\}}. Следующая РВ-грамматика описывает классический не контекстно-свободный язык {\displaystyle \{a^{n}b^{n}c^{n}:n\geq 1\}}:
```
S ← &(A 'c') 'a'+ B !('a' / 'b' / 'c')
A ← 'a' A? 'b'
B ← 'b' B? 'c'

```

Следующее рекурсивное правило соответствует стандартному оператору if/then/else языка C таким образом, что необязательный блок else всегда соответствует наиболее внутреннему if. (В контекстно-свободной грамматике это привело бы к классической неоднозначности болтающегося else).
```
S ← 'if' C 'then' S 'else' S / 'if' C 'then' S

```

Выражение разбора foo &(bar) соответствует и поглощает текст «foo», но только если за ним следует текст «bar». Выражение разбора foo !(bar) поглощает текст «foo» только если за ним не следует «bar». Выражение !(a+ b) a принимает один символ «a», но только если он не является первым в последовательности a произвольной длины, за которой следует b.
Следующее рекурсивное правило соответствует вложенному комментарию языка Паскаль. Символы комментариев помещены в одинарные кавычки для отличия их от операторов РВГ.
```
Begin ← '(*'
End   ← '*)'
C     ← Begin N* End
N     ← C / (!Begin !End Z)
Z     ← любой одиночный символ

```

## Реализация анализаторов РВ-грамматик
Любая РВ-грамматика может напрямую быть преобразована в анализатор рекурсивным спуском. Из-за неограниченной способности к предварительному анализу результирующий парсер может работать, в худшем случае, экспоненциальное время.
Запоминая результат промежуточных шагов анализа и удостоверяясь в том, что каждая разбирающая функция вызывается не более одного раза для данной позиции входных данных, можно преобразовать любую РВ-грамматику в packrat-парсер, который всегда работает линейное время за счёт существенного увеличения затрат памяти.
Packrat-парсер — разновидность анализатора, работающего схожим с рекурсивным спуском методом, за исключением того, что при анализе он запоминает промежуточные результаты всех вызовов взаимно рекурсивных функций анализа. Из-за этого packrat-парсер способен анализировать множество контекстно-свободных грамматик и любую РВ-грамматику (включая некоторые, порождающие не контекстно-свободные языки) в линейное время.
Также возможно построить LL-анализатор и LR-анализатор для РВ-грамматик, но способность к неограниченному предварительному анализу в этом случае теряется.

## Достоинства
РВ-грамматики хорошо заменяют регулярные выражения, потому что они строго мощнее. Например, регулярное выражение существенно неспособно найти соответствующие пары скобок, поскольку оно нерекурсивно, в отличие от РВ-грамматики.
Любая РВ-грамматика может быть анализирована за линейное время, используя packrat-анализатор, как описано выше.
Анализаторы для языков, представленных КС-грамматиками, такие как LR-анализаторы, требуют особого шага лексического анализа, который разбивает входные данные в соответствии с пробелами, пунктуацией и так далее. Это необходимо, так как эти анализаторы используют предварительный анализ для обработки некоторых КС-грамматик в линейное время. РВ-грамматики не требуют отдельного шага лексического анализа, а правила для него могут быть заложены вместе с другими правилами грамматики.
Многие КС-грамматики содержат существенные неоднозначности, даже когда они должны описывать однозначные языки. Проблема «висячего else» языков C, C++ и Java является одним из примеров этого явления. Эти проблемы часто разрешаются применением внешнего по отношению к грамматике правила. В РВ-грамматике эти неоднозначности никогда не возникают вследствие приоритизации.

## Недостатки

### Потребление памяти
Анализ РВ-грамматики обычно производится packrat-парсером, который запоминает лишние шаги анализа. Такой анализ требует хранения данных пропорционально длине входных данных, в отличие от глубины дерева разбора для LR-анализаторов. Это существенный прирост во многих областях: например, программный код, написанный человеком, как правило имеет практически константную глубину вложенности независимо от длины программы — выражения с глубиной свыше некоторой величины обычно подвергаются рефакторингу.
Для некоторых грамматик и некоторых входных данных, глубина дерева разбора может быть пропорциональна длине ввода, поэтому для оценки, не учитывающей этот показатель, packrat-анализатор может казаться не хуже LR-анализатора. Это похоже на ситуацию с алгоритмами графов: Беллман-Форд и Флойд-Уоршелл имеют одно время выполнения ({\displaystyle O(|V|^{3})}) если учитывать только число вершин. Однако более точный анализ, учитывающий число рёбер, показывает время выполнения алгоритма Беллмана-Форда {\displaystyle O(|V|*|E|)}, что всего лишь квадратично к размеру входа, а не кубично.

### Непрямая левая рекурсия
РВ-грамматики не могут содержать леворекурсивных правил, которые содержат вызов самих себя без продвижения по строке. Например, в вышеописанной арифметической грамматике хотелось бы передвинуть некоторые правила, чтобы приоритет произведения и суммы можно было выразить одной строкой:
```
Value   ← [0-9.]+ / '(' Expr ')'
Product ← Expr (('*' / '/') Expr)*
Sum     ← Expr (('+' / '-') Expr)*
Expr    ← Product / Sum / Value

```

Тут проблема в том, что для того, чтобы получить срабатывание для Expr, необходимо проверить, срабатывает ли Product, а чтобы проверить Product, нужно сначала проверить Expr. А это невозможно.
Однако, леворекурсивные правила всегда можно переписать, ликвидируя левую рекурсию. Например, леворекурсивное правило может повторять некоторое выражение неопределённо долго, как в правиле КС-грамматики:
```
string-of-a ← string-of-a 'a' | 'a'

```

Это можно переписать в РВ-грамматике, используя оператор +:
```
string-of-a ← 'a'+

```

С определёнными изменениями можно заставить обычный packrat-парсер поддерживать прямую левую рекурсию.
Однако, процесс переписывания косвенных леворекурсивных правил затруднён, особенно когда имеют место семантические действия. Хотя теоретически это и возможно, не существует анализатора РВ-грамматики, поддерживающего косвенную левую рекурсию, в то время как её поддерживают все GLR-анализаторы.

### Незаметные ошибки в грамматике
Чтобы выразить грамматику в виде РВ-грамматики, её автор должен преобразовать все экземпляры недетерминированного выбора в упорядоченный. К несчастью, этот процесс связан с ошибками, и часто в результате получаются грамматики, неверно анализирующие некоторые входные данные.

### Выразительность
Packrat-парсеры не могут анализировать некоторые однозначные грамматики, например следующую:
```
S ← 'x' S 'x' | 'x'

```

### Развитость
РВ-грамматики новы, и не получили широкого распространения. Регулярные выражения и КС-грамматики, напротив, существуют уже десятилетия, программный код, их анализирующий, совершенствовался и оптимизировался, а программисты имеют опыт их применения.